# Mario González (labdarúgó)
Mario Wálter González (1950. május 27. – 2019. november 2.) válogatott uruguayi labdarúgó, hátvéd.

## Pályafutása

### Klubcsapatban
1970 és 1979 között a Peñarol csapatában játszott, ahol öt bajnoki címet szerzett az együttessel.

### A válogatottban
1972 és 1976 között 16 alkalommal szerepelt az uruguayi válogatottban. Részt vett az 1974-es NSZK-beli világbajnokságon.

## Sikerei, díjai
Peñarol
- Uruguayi bajnokság
  - bajnok (5): 1973, 1974, 1975, 1978, 1979